# Franco Ricciardi
Franco Ricciardi, pseudonimo di Francesco Liccardo (Napoli, 6 ottobre 1966), è un cantautore e attore italiano.
Nel 2014 vince il David di Donatello per la migliore canzone originale con il brano  'A verità, dal film Song'e Napule.
Nel 2018 vince il suo secondo David di Donatello per la migliore canzone originale con il brano Bang Bang, dal film Ammore e malavita.

## Biografia

### Anni '80, gli inizi
Francesco Liccardo nasce nel 1966 nel quartiere di Miano di Napoli e cresce nella cosiddetta zona "Masseria Cardone", settimo di otto figli, in una famiglia di umili origini: suo padre Salvatore è un venditore ambulante e la madre Rita è una casalinga. Comincia a esibirsi a 11 anni alle nozze d’argento dei genitori con i brani ‘O treno d’o sole di Mario Merola e Papà è Natale di Patrizio.
Dopo aver preso lezioni di canto per alcuni anni, nel 1985 partecipa al programma Rai Clap Clap classificandosi secondo. Il 15 ottobre del 1986 debutta con il primo album in studio dal titolo Nuova voce...Nuovo stile...Nuove avventure, esibendosi per la sua città.
In quello stesso anno, arriva la prima collaborazione artistica con la cantante Cinzia Oscar nel brano Una storia impossibile. Nel 1988 pubblica il secondo album dal titolo Le mie nuove avventure.
L'anno successivo, l'incontro con Gigi D'Alessio porta alla pubblicazione del terzo lavoro discografico dal titolo Un salto nell'amore. L'album riscuote un grande successo, portando Franco Ricciardi al centro dell'attenzione del pubblico partenopeo.

### Anni 90, il concerto al Palapartenope e la svolta «Cuore Nero»
Nel 1990 esce l'album Comunque... In quel periodo, è ospite in diverse trasmissioni locali insieme a Gigi D'Alessio e a una giovanissima Ida Rendano. Due anni dopo, pubblica l'album La mia musica, nel quale è lui stesso ad occuparsi delle musiche e a curare gli arrangiamenti di gran parte dei brani. L'album, però, non ottiene lo stesso successo dei precedenti lavori discografici.
Nel 1993 esce l'album Un ragazzo di via Marche, titolo che omaggia la strada dove Franco Ricciardi è nato e cresciuto. L'album riscuote un grande successo anche grazie al duetto con la cantante partenopea Ida Rendano nel brano Levammo tutte cose a mieze.
Nello stesso anno pubblica il settimo album dal titolo Primo lato A che contiene i successi Treno e Prumesse. Nel 1994 pubblica l'album Fuoco che contiene un duetto con il collega Gigi Finizio. In quello stesso anno, Franco Ricciardi si esibisce al Teatro Tenda PalaPartenope di Napoli in un concerto che fa registrare circa 6 000 spettatori. Nel 1996 pubblica l'album Gesù o Barabba che rappresenta una svolta nella sua carriera e che lo distacca dal genere neomelodico avvicinandolo a uno stile completamente italiano.
Nel 1997 arrivano le collaborazioni con il gruppo musicale 99 Posse e l'uscita del singolo Cuore nero, che anticipa quella dell'omonimo album.
Nello stesso anno è ospite in varie trasmissioni televisive quali Maurizio Costanzo Show, Unomattina e Help, condotta da Red Ronnie. Il 25 giugno del 1999 esce l'album Animoscopia con un suono nettamente diverso da quelli che erano i suoi lavori precedenti.

### Anni 2000, il debutto a teatro e la «Cuore Nero Project»
All'inizio del nuovo millennio, continuano le collaborazioni tra Franco Ricciardi ed altri artisti quali Carlo Faiello, Marcello Colasurdo, Peppe Lanzetta, Speaker Cenzou, Maurizio Capone e Enzo Avitabile. Nello stesso anno, esce il primo album dal vivo dal titolo Franco Ricciardi Live, registrato durante la popolare Festa di Porta Capuana a Napoli. Nell'album sono presenti anche due canzoni inedite, Core e C'aggia fa. L'anno successivo viene pubblicato l'album Casa mia.
Nel 2002 esce un EP dal titolo Franco Ricciardi, con la partecipazione di Joseph Fargier (cantante delle "Camargue" che ha collaborato con Lucio Dalla), primo disco con la produzione esecutiva di Vincenzo Pugliese e la produzione artistica di Rosario Castagnola e Mario Pirolla per la Music Station Group .Nel 2003 pubblica il quattordicesimo album dal titolo Il sole di domani, prodotto da Vincenzo Pugliese con la distribuzione della Duck Record (fu Disco dell'Estate su Radio e Video Italia): i brani all'interno richiamano ritmi e sonorità di varie estrazioni passando dal pop, al rock, alla musica africana. Nel 2005 viene pubblicato l'album Play & Rec dove Franco Ricciardi torna a duettare con Ida Rendano nel brano Tu sì a vita mia.
In questi anni, Franco si dedica a un nuovo campo, da lui sconosciuto fino a quel momento: il teatro. Con 167 - Dall'aula al palcoscenico, Franco mette nel suo bagaglio artistico un altro tassello importante, componendo le musiche dello spettacolo e recitando lui stesso. Il musical ha un forte riscontro di pubblico, avendo anche una grande utilità sociale, visto che fa fronte al problema della dispersione scolastica (infatti gli attori sono tutti ragazzi presi da zone difficili del napoletano, ai quali vengono fatti frequentare dei corsi venendo poi inseriti nel contesto teatrale). Il musical viene anche trasmesso su Rai 2 nel programma Palco e Retropalco.
Nel 2008 esce l'album Tempo e l'anno successivo, Franco Ricciardi torna per la seconda volta in concerto al Palapartenope registrando circa 10 000 spettatori. Da questo concerto, viene prodotto un doppio CD+DVD dal titolo 86/09 Live, in cui viene inserita la traccia inedita Na vita 'e musica che racconta la vita dell'artista. Sempre nel 2009 torna a teatro con il musical Luna Nera e debutta al cinema con il film I picciuli. In quello stesso anno, collabora con l'amico artista Ciro Rigione nel brano Musicammore e fonda l'etichetta discografica indipendente Cuore Nero Project, su un nuovo stile di canto tra il napoletano e il rap.

### Anni 2010, il trionfo ai David di Donatello
Nel 2011 esce l'album Zoom, prodotto da Rosario Castagnola, che rinnoverà radicalmente il sound dandogli un taglio molto più urban. Nell’album è presente anche il brano A’ storia e Maria, in collaborazione con Ivan Granatino, che fa parte della colonna sonora della serie televisiva Gomorra.
Sempre nel 2011, Franco è ospite in diverse trasmissioni televisive quali Domenica In, Quelli che il calcio, London Live 2.0 e altri programmi nazionali. Il 27 maggio 2011 prende parte, insieme ad altri colleghi, al concerto tenutosi in piazza del Plebiscito di Napoli a favore dell'elezione del candidato del PDL Gianni Lettieri a sindaco della città. Fra la fine del 2011 e l'inizio del 2012 Franco Ricciardi, insieme al suo produttore artistico Rosario Castagnola e ad Ivan Granatino, fa uscire un EP dal titolo Mixtape, con collaborazioni con Gué Pequeno, Jake La Furia, Clementino, Luchè e Thieuf.
Il 18 marzo 2012, Franco Ricciardi organizza un evento ancora una volta al Teatro Tenda PalaPartenope dove partecipano tutti gli artisti che hanno collaborato nell'EP e il gruppo musicale Capone & BungtBangt. Nello stesso 2012 esce il singolo Brigitte Bardot e partecipa alla canzone Sogni e Polvere che fa parte dell'album di Ivan Granatino Gas.
Ad inizio 2013 esce il singolo Le frasi dette ieri, brano a cui partecipa in duetto la cantante Da Blonde. Il singolo farà poi parte, come Brigitte Bardot, del nuovo album di Franco Ricciardi intitolato Autobus, uscito il 23 aprile 2013 nella forma CD+DVD, prodotto dalla RC Music di Rosario Castagnola e distribuito da Self Distribuzioni, con varie collaborazioni e contenente anche il video del concerto tenutosi al Teatro Tenda PalaPartenope il 18 marzo 2012. Il cd è composto da 13 tracce tra cui 2 (A verità e Si m'o dicive primm) che faranno parte del film Song'e Napule, prodotto e diretto dai Manetti Bros.
Il 15 aprile 2014, Franco Ricciardi pubblica l'album Figli e figliastri, prodotto dalla RC Music di Rosario Castagnola e distribuito da Self Distribuzioni, un album composto da 14 tracce e ricco di collaborazioni tra le quali quelle con Gué Pequeno, Rocco Hunt, Clementino, Ivan Granatino, Lucariello e Enzo Dong, alla sua prima canzone in un album ufficiale. Nello stesso anno vince il David di Donatello per la miglior canzone con il brano A verità.
Nel 2016 collabora con Alessandro Siani al film Troppo Napoletano con il brano Nun t'aggia perdere di Pino Mauro, sottofondo musicale in una scena del film. Nello stesso anno festeggia i 30 di carriera con un party a cui partecipano diversi amici e colleghi tra i quali Ivan Granatino, Maria Nazionale, Cinzia Oscar, Ciro Rigione, Gianni Simioli.
Il 28 aprile 2017, Franco Ricciardi ha pubblicato l'album Blu, prodotto dalla RC Music di Rosario Castagnola e distribuito da Universal Music Italia, che rispecchia le sue amate origini napoletane.
Nel 2018 partecipa alla mostra del cinema di Venezia con un nuovo film dei Manetti Bros, Ammore e malavita, dove interpreta il ruolo del boss Gennaro. Nel film sono presenti anche gli attori Claudia Gerini, Carlo Buccirosso, Serena Rossi e Giampaolo Morelli. Grazie a questo film, Franco Ricciardi si aggiudica il secondo David di Donatello e un Nastro d'argento con il brano Bang Bang, in collaborazione con Serena Rossi. Sempre nel 2018, canta Tu vuò fà l'americano nello spot del nuovo profumo Dolce & Gabbana.
Nel 2019 canta la sigla del programma Made in Sud in onda su Rai 2, con Rocco Hunt ed Edoardo Bennato. Sempre nel 2019 Franco Ricciardi effettua nuovi featuring: con Sal Da Vinci e Andrea Sannino in Nanà, un brano scritto da Renato Zero e dedicato alla città di Napoli; con Christian Revo in L'agg fatt; ritorna in 3 nuovi singoli con Zulù dei 99 Posse; in Zero Padanià con Ivan Granatino e in Malatia con Gianni Fiorellino. Nello stesso anno, esce il suo nuovo singolo N'ommo spusato, versione restaurata del brano di Franco Moreno.
Sempre nel 2019 è il protagonista del musical ‘O Bbene E 'O Mmale, per la regia di Donato Eremita. Si tratta di una commedia teatrale che racconta la storia di un boss della camorra e della figlia malata di tumore a causa della terra dei fuochi. Nello stesso anno, è il protagonista di So sempe chille, docufilm sulla vita e il percorso artistico del cantante, presentato in anteprima all’Ischia Film Festival e prodotto da Figli del Bronx.

### Anni 2020
Nel 2020 collabora insieme ad alcuni giovani rapper quali: Armouann nella canzone T'arricuord, prodotta da Kreed; Braco nel singolo Ammore Arsenico; Vale Lambo in 'Nnamurat e te e Peppe Soks in Che Fa. Infine, collabora anche con il gruppo musicale pugliese Boomdabash nel singolo Nun Tenimme Paura. Continua il tour teatrale con il musical 'O Bbene E 'O Mmale, che verrà sospeso a causa dell'emergenza COVID-19. Il 4 settembre esce il nuovo album di Gigi D'Alessio dal titolo Buongiorno, dove vi sono ben due collaborazioni con Franco Ricciardi: nell'omonimo singolo e nel brano A riva ‘e mare.
Il 23 febbraio 2021, esce il brano 'O Ssaje, primo singolo estratto dal nuovo album di inediti. Il 17 maggio 2021, Franco Ricciardi subisce un grave lutto: muore la sua amata mamma Rita alla quale era molto legato. Il 28 giugno 2021 viene pubblicato il secondo singolo dal titolo Puortame a mare, presentato per la prima volta al Pride che si è tenuto a Napoli dove Franco Ricciardi è stato ospite. Esce il 16 luglio Tu, singolo di La Niña in collaborazione proprio con Franco Ricciardi.  Il 25 dicembre 2021, il gruppo musicale 'A67 pubblica il brano Core e penzieri in collaborazione proprio con Franco Ricciardi.
Nell’aprile del 2022 Sal Da Vinci, Franco Ricciardi e Andrea Sannino sono i protagonisti di Nanà, la Napoli degli ultimi romantici, progetto ideato dall'Associazione Culturale Musica dal Mondo e realizzato con l'aiuto finanziario della Camera di Commercio nell'ambito del Bando per la valorizzazione della cultura napoletana attraverso i teatri della città e della provincia. Il 27 maggio 2022 esce il nuovo singolo di Andrea Sannino dal titolo Te voglio troppo bene in duetto con Franco Ricciardi. Il 2 luglio 2022, Franco Ricciardi è in concerto all’Arena Flegrea di Napoli, registrando il sold out con ben due mesi di anticipo.  L’11 settembre 2022 inizia la nuova edizione di Domenica In condotta da Mara Venier. La nuova sigla del programma è Un giorno eccezionale cantata da Franco Ricciardi e Andrea Sannino. I due, ospiti della prima puntata, presentano il brano e Franco annuncia che il 10 giugno 2023 sarà in concerto allo Stadio Diego Armando Maradona di Napoli. Il 21 settembre, Franco Ricciardi ritorna in concerto all’Arena Flegrea registrando un altro sold out in meno di dieci giorni. L’11 Novembre 2022 esce il nuovo album in studio JE, oltre al video musicale dell'omonimo singolo, il terzo estratto dall’album dopo ‘O Ssaje e Puortame A Mare.
La notte di Capodanno 2023 chiude il concerto di fine anno in Piazza del Plebiscito a Napoli. Il 16 gennaio esce il video musicale di ‘Na Fotografia.  A marzo parte il tour che vede l’artista impegnato in molte città tra le quali Palermo, Catania e Roma. Il 2 maggio esce un altro videoclip estratto dall'ultimo album; si tratta di Leyla, brano che viene inserito nella colonna sonora del film Io capitano di Matteo Garrone. Il 10 giugno 2023 in 40 000 si presentano allo stadio Maradona per assistere al concerto evento di Franco Ricciardi. Torna al cinema con il brano inedito La notte di Ginko (testo di Nelson e musica di Pivio e Aldo De Scalzi) colonna sonora di Diabolik - chi sei? dei Manetti Bros, in uscita il 30 novembre.
Il 2024 inizia con il tour in teatro di "Je", il quale registra un tutto esautito. Il 25 gennaio esce il video musicale di Voce, un altro brano presente nell’album JE.  Arriva direttamente dalla FIMI la notizia che i brani Primmavera e Treno Luntane conquistano il disco d'oro. Il 25 aprile esce il videoclip di Statte Accorte, che racchiude alcuni momenti della tournée teatrale appena conclusa.  Dopo il tragico crollo della Vela Celeste di Scampia, Franco Ricciardi si adopera in prima persona portando aiuti (generi alimentari e di prima necessità) alle centinaia di persone sgomberate. Il 29 Novembre 2024 esce Viernarí, un nuovo singolo, omaggio al venerdì e alle emozioni che ruotano attorno al giorno "più fortunato della settimana" secondo l'artista napoletano. Il brano, scritto dallo stesso Ricciardi insieme a D-Ross, Startuffo e Lucariello, viene presentato nel programma Domenica in condotto da Mara Venier.
Il film Nottefonda, diretto da Giuseppe Miale Di Mauro, esce nelle sale l’8 maggio 2025. La canzone Murì, cantata da Franco Ricciardi, viene utilizzata per i titoli di coda del film. Il brano, inoltre, ottiene la candidatura all’80ª edizione dei Nastri d’Argento nella categoria Miglior canzone originale. Il 9 maggio 2025 esce il videoclip di Pop Medina, secondo singolo del nuovo album di Franco Ricciardi, in uscita a dicembre.

## Cuore Nero Project
Nel 2009 Ricciardi ha fondato l'etichetta discografica indipendente "Cuore Nero Project" su un nuovo stile di canto tra il napoletano e il rap, collaborando con artisti rap come Club Dogo, Co'Sang e Clementino. L'unico artista che ha firmato per l'etichetta è, oltre allo stesso Ricciardi, Ivan Granatino.

## Riconoscimenti
- David di Donatello 2014
  - Migliore canzone originale per A verità, musica di Francesco Liccardo, Rosario Castagnola, testi di Francesco Liccardo, Sarah Tartuffo, Nelson, dal film Song'e Napule dei Manetti Bros.[26][27]
- Capri, Hollywood – International Film Festival 2014
  - Migliore canzone originale per A verità, dal film Song'e Napule dei Manetti Bros.
- Globo d'oro 2014
  - Miglior musica per il film Song'e Napule dei Manetti Bros.
- David di Donatello 2018
  - Migliore canzone originale per Bang Bang musica di Pivio e Aldo De Scalzi, testo di Nelson, interpretata da Serena Rossi, Franco Ricciardi e Giampaolo Morelli, dal film Ammore e malavita dei Manetti Bros.
- Nastri d'argento 2018
  - Migliore canzone originale per Bang Bang, dal film Ammore e malavita dei Manetti Bros.
- Ciak d'oro 2018
  - Migliore canzone originale per Bang Bang, dal film Ammore e malavita dei Manetti Bros.
- Disco d'oro nel 2024 per i brani Primmavera e Treno Luntane.

## Discografia

### Album in studio
- 1986 - Nuova voce...Nuovo stile...Nuove avventure
- 1988 - Le mie nuove avventure
- 1989 - Un salto nell'amore
- 1990 - Comunque...
- 1992 - La mia musica
- 1993 - Un ragazzo di via Marche
- 1993 - Primo lato A
- 1994 - Fuoco
- 1996 - Gesù o Barabba
- 1997 - Cuore nero
- 1999 - Animoscopia
- 2001 - Casa mia
- 2003 - Il sole di domani
- 2005 - Play & Rec
- 2008 - Tempo
- 2011 - Zoom
- 2013 - Autobus
- 2014 - Figli e figliastri
- 2017 - Blu
- 2022 - JE
- 2025

### Album dal vivo
- 2000 - Franco Ricciardi Live
- 2009 - 86/09 Live

### Extended play
- 2002 - Franco Ricciardi
- 2012 - Mixtape

### Colonne sonore
- 2012 - Reality, regia di Matteo Garrone (A storia ‘e Maria)
- 2012 - Le cose belle, regia di Agostino Ferrente e Giovanni Piperno (A storia ‘e Maria)
- 2014 - Song'e Napule, regia dei Manetti Bros. (A verità - Si m' 'o dicive primm')
- 2014 - Gomorra - La serie, Stagione 1 (A storia ‘e Maria)
- 2016 - Troppo napoletano, regia di Gianluca Ansanelli (Nun t'aggia perdere)
- 2016 - Gomorra - La serie, Stagione 2 (Uommene)
- 2017 - Ammore e malavita, regia dei Manetti Bros. (Bang Bang - 'O Secondo - Guaglione 'e Malavita)
- 2017 - Gomorra - La serie, Stagione 3 (Malammore)
- 2019 - Nevia, regia di Nunzia De Stefano (Femmena bugiarda)
- 2019 - Gomorra - La serie, Stagione 4 (Capisce a me - Ammore senza core - Madama Blu)
- 2019 - L'immortale, regia di Marco D'Amore (Bambina mia)
- 2020 - 7 ore per farti innamorare, regia di Giampaolo Morelli (Primmavera)
- 2021 - Gomorra - La serie, Stagione 5 (Si Ce Staje - Te sento)
- 2023 - Io capitano, regia di Matteo Garrone (Leyla)
- 2023 - Diabolik - Chi sei?, regia dei Manetti Bros (La notte di Ginko)
- 2025 - Nottefonda, regia di Giuseppe Miale Di Mauro (Murì)

### Collaborazioni
- 1987 - Cinzia Oscar e Franco Ricciardi - Una storia impossibile
- 1993 - Lello D'Onofrio con Franco Ricciardi - Si cantasse cu mme
- 1993 -  Franco Ricciardi e Ida Rendano  - Levammo tutte cose a mieze
- 2009 - Ciro Rigione e Franco Ricciardi - Musicammore (dall'album Musica & ammore)
- 2012 - Luchè con Franco Ricciardi – Chi non dimentica (dall'album L1)
- 2012 - Ivan Granatino con Franco Ricciardi – Sogni e polvere (dall'album Gas)
- 2013 - Franco Ricciardi con Maria Nazionale – Parlame
- 2014 - Franco Ricciardi feat Clementino – Magari questa notte
- 2015 - Franco Ricciardi con Ivan Granatino – Carmè
- 2016 - Mr. Hyde con Franco Ricciardi - Vivere così (dall'album Dove sarai)
- 2019 - Gianni Fiorellino con Franco Ricciardi – Malatia (dall'album Sono sempre io)
- 2019 - Sal Da Vinci con Franco Ricciardi, Andrea Sannino – Nanà
- 2020 - Armouann con Franco Ricciardi - T'arricuord
- 2020 - Braco con Franco Ricciardi - Ammore Arsenico
- 2020 - Vale Lambo con Franco Ricciardi - 'Nnamurat e te (dall'album Come il mare)
- 2020 - Gigi D'Alessio con Vale Lambo, MV Killa, CoCo, LDA, Enzo Dong, Franco Ricciardi, Lele Blade, Clementino, Geolier, Samurai Jay - Buongiorno (dall'album Buongiorno)
- 2020 - Gigi D'Alessio con Franco Ricciardi - A riva 'e mare (dall'album Buongiorno)
- 2020 - Peppe Soks con Franco Ricciardi - Che Fa (dall'album Stella Del Sud)
- 2020 - Boomdabash con Franco Ricciardi - Nun Tenimme Paura (dall'album Don’t worry - Best Of 2005-2020)
- 2021 - La Niña con Franco Ricciardi - Tu
- 2021 - Ivan Granatino con Franco Ricciardi - Buongiorno Napoli (dall’album Ingranaggi 2.0)
- 2021 - 'A67 con Franco Ricciardi - Core e penzieri
- 2022 - Andrea Sannino con Franco Ricciardi - Te voglio troppo bene
- 2022 - Franco Ricciardi con Andrea Sannino - Un giorno eccezionale (Sigla della trasmissione televisiva Domenica In)
- 2023 - Vincenzo Bles, AMES, CanovA con Franco Ricciardi e J-Uno - Napoli ti amo
- 2023 - Deborah De Luca, Franco Ricciardi e Veronica Simioli - Parlame (Remix)

## Filmografia
- 2007 - 167 - Dall'aula al palcoscenico, musical, regia di Gaetano e Enzo Liguori
- 2009 - I picciuli, regia di Enzo Cittadino e Annarita Cocca
- 2009 - Luna Nera, musical, regia di Enzo Liguori
- 2013 - L'oro di Scampia, regia di Marco Pontecorvo
- 2014 - Song'e Napule, regia dei Manetti Bros.
- 2017 - Ammore e malavita, regia dei Manetti Bros.
- 2019 - 'O Bbene E 'O Mmale, musical, regia di Donato Eremita
- 2019 - So sempe chille, docufilm, regia di Gaetano Di Vaio